# Ічжу
Ічжу́ (маньчж.: Iju; кит.: 奕詝; піньїнь: Yìzhǔ; 17 липня 1831 — 22 серпня 1861) — маньчжурський державний і політичний діяч. Імператор династії Цін (9 березня 1850 — 22 серпня 1861). Представник роду Айсін Ґьоро. Четвертий син Міньніна. Розпочав правління з виснажливої боротьби проти Тайпінського повстання, організованого етнічними китайцями. З 1856 року воював проти Великої Британії та Франції, що розв'язали Другу опіумну війну. 1860 року, після окупації британсько-французькими військами Пекіна, був змушений укласти принизливі Пекінські договори з британцями, французами і росіянами. Помер від хвороби, перебуваючи в евакуації. Девіз правління — Сяньфен.

## Імена
- Посмертне ім'я — Імператор Сянь.
- Храмове ім'я — Веньцзун.
- Інше ім'я, що походить від девізу правління, — Імпера́тор Сяньфе́н.